# George Herbig
George Howard Herbig (Wheeling, 2 gennaio 1920 – Honolulu, 12 ottobre 2013) è stato un astronomo statunitense, che lavorava presso l'istituto di astronomia dell'Università delle Hawaii.
Conseguì il titolo di Doctor of Philosophy nel 1948 presso l'Università della California; la sua dissertazione è intitolata Studio delle stelle variabili nelle nebulosità (A Study of Variable Stars in Nebulosity). Era specializzato nelle stelle in uno stadio evolutivo precoce (una classe di stelle che non ha ancora raggiunto la sequenza principale è denominata grazie a lui stelle Ae/Be di Herbig); compì anche studi sul mezzo interstellare. È forse più conosciuto per la scoperta, contemporaneamente ed indipendentemente da Guillermo Haro, degli oggetti di Herbig-Haro, conglomerati di materia ad alta densità in regioni nebulari dove è presente una forte attività di formazione stellare. Herbig dato inoltre grandi contributi nello studio della banda interstellare diffusa (DIB), in particolare tramite una serie di nove articoli pubblicati tra il 1963 e il 1995 intitolati "Le bande interstellari diffuse" (The diffuse interstellar bands).

## Onorificenze
Premi
- Premio Helen B. Warner per l'Astronomia da parte della American Astronomical Society (1955)
- Membro scientifico straniero, Max-Planck-Institut für Astronomie, Heidelberg
- Henry Norris Russell Lectureship of the AAS (1975)
- Médaille, Université de Liège (1969)
- Medaglia Bruce da parte della Astronomical Society of the Pacific (1980)
- Petrie Prize and Lectureship of the Canadian Astronomical Society (1995)

Intitolati a lui
- L'asteroide 11754 Herbig
- Le stelle Ae/Be di Herbig
- Gli oggetti di Herbig-Haro

## Pubblicazioni scelte
- "High-Resolution Spectroscopy of FU Orionis Stars", ApJ 595 (2003) 384–411
- "The Young Cluster IC 5146", AJ 123 (2002) 304–327
- "Barnard's Merope Nebula Revisited: New Observational Results", AJ 121 (2001) 3138–3148
- "The Diffuse Interstellar Bands", Annu. Rev. Astrophys. 33 (1995) 19–73
- "The Unusual Pre-Main-Sequence star VY Tauri", ApJ 360 (1990) 639–649
- "The Structure and Spectrum of R Monocerotis", ApJ 152 (1968) 439
- "The Spectra of Two Nebulous Objects Near NGC 1999", ApJ 113 (1951) 697